# Nigro protocol
Nigro protocol 指的是在肛門鱗狀細胞癌手術前，使用5-氟尿嘧啶（5-fluorouracil）與絲裂黴素（mitomycin）作化學治療，並且進行放射治療的治療方案。術前治療方案的成功使肛門癌的治療範式由手術改變為非手術，並且使治癒性化學放射療法（definitive chemoradiation）被認可為肛門鱗狀細胞癌的標準治療方法。比起Nigro potocol原本所使用的放射劑量，現代化學放射療法所用的劑量較高。

根據Nigro protocol，患者在三週內接受30 Gy（3000 rads）的放射線治療，在前四天以及第20到31天之間持續給予氟尿嘧啶，並且在第一天給予單次劑量（bolus）的絲裂黴素。Nigro protocol命名取自在1970年代中期開發出這套治療方案的诺曼·尼格罗（Norman Nigro） （1912-2009）。在接受這套治療之後，體內尚有殘存疾病的病患，應當接受補救性的腹部會陰切除治療（APR, abdomino-perineal resection），且應有足夠的時間使疾病消退。在Nigro的原始報告中，立即完全緩解率大約在75%的範圍內。若疾病穩定或正在消退，可以每6到8週、持續數月地評估病人對治療的反應。若出現任何疾病惡化的徵兆，都必須利用活檢以及隨後進行的腹部會陰切除手術（APR）來再度評估疾病。